# Ligne de charge (électronique)
 (février 2021).
 (septembre 2023).

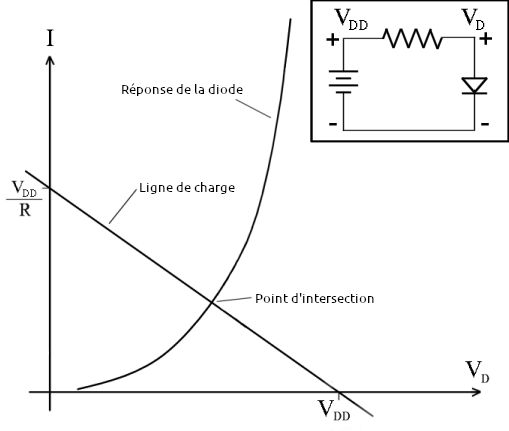
Ligne de charge de diode. La courbe montre la réponse de la diode (I vs V_{D}) tandis que la ligne droite montre le comportement de la partie linéaire du circuit : I = (V_{DD} -V_{D}) / R. Le point d'intersection donne le courant et la tension réels.

Dans l'analyse graphique des circuits électroniques non linéaires, une ligne de charge est une ligne tracée sur la courbe caractéristique, un graphique du courant en fonction de la tension dans un dispositif non linéaire comme une diode ou un transistor. Il représente la contrainte mise sur la tension et le courant dans le dispositif non linéaire par le circuit externe. La ligne de charge, généralement une ligne droite, représente la réponse de la partie linéaire du circuit, connectée au dispositif non linéaire en question. Les points d'intersection de la courbe caractéristique et de la ligne de charge sont le ou les points de fonctionnement possibles (points Q) du circuit ; en ces points, les paramètres de courant et de tension des deux parties du circuit correspondent.
L'exemple de droite montre comment une ligne de charge est utilisée pour déterminer le courant et la tension dans un circuit à diode simple. La diode, un dispositif non linéaire, est en série avec un circuit linéaire constitué d'une résistance, R et d'une source de tension, VDD. La courbe caractéristique (ligne courbée), représentant le courant I à travers la diode pour une tension donnée aux bornes de la diode VD, est une courbe exponentielle. La ligne de charge ( droite diagonale) représente la relation entre le courant et la tension en raison de la loi de tension de Kirchhoff appliquée à la résistance et à la source de tension, est 
{\displaystyle V_{D}=V_{DD}-IR\,}
Étant donné que le courant traverse les trois éléments en série doit être le même et que la tension aux bornes de la diode doit être la même, le point de fonctionnement du circuit sera à l'intersection de la courbe avec la ligne de charge.
Dans un circuit BJT (pour Bipolar Junction Transistor en anglais), le BJT a une caractéristique courant-tension (IC-VCE) différente en fonction du courant de base. Placer une série de ces courbes sur le graphique montre comment le courant de base affectera le point de fonctionnement du circuit.

## Lignes de charge CC et AC
Les circuits à semi-conducteurs contiennent généralement des courants CC et AC, avec une source de courant CC pour polariser le semi-conducteur non linéaire au point de fonctionnement correct, et le signal AC superposé au CC. Les lignes de charge peuvent être utilisées séparément pour l'analyse CC et AC. La ligne de charge CC est la ligne de charge du circuit équivalent CC, définie en réduisant les composants réactifs à zéro (remplacement des condensateurs par des circuits ouverts et des inductances par des courts-circuits). Il est utilisé pour déterminer le point de fonctionnement DC correct, souvent appelé point Q.
Une fois qu'un point de fonctionnement CC est défini par la ligne de charge CC, une ligne de charge AC peut être tracée via le point Q. La ligne de charge AC est une ligne droite avec une pente égale à l'impédance AC face au dispositif non linéaire, qui est en général différente de la résistance CC. Le rapport entre la tension alternative et le courant dans l'appareil est défini par cette ligne. Parce que l'impédance des composants réactifs variera avec la fréquence, la pente de la ligne de charge AC dépend de la fréquence du signal appliqué. Il existe donc de nombreuses lignes de charge AC, qui varient de la ligne de charge CC (à basse fréquence) à une ligne de charge AC limitante, toutes ayant une intersection commune au point de fonctionnement CC. Cette ligne de charge limite, généralement appelée ligne de charge AC, est la ligne de charge du circuit à «fréquence infinie », et peut être trouvée en remplaçant les condensateurs par des courts-circuits et les inductances par des circuits ouverts.

## Lignes de charge pour les configurations courantes

### Ligne de charge de transistor
Le diagramme de ligne de charge à droite correspond à une charge résistive dans un circuit émetteur commun. La ligne de charge montre comment la résistance de charge du collecteur (RL) contraint la tension et le courant du circuit. Le diagramme trace également le courant de collecteur du transistor IC en fonction de la tension de collecteur VCE pour différentes valeurs du courant de base Ibase. Les intersections de la ligne de charge avec les courbes caractéristiques du transistor représentent les valeurs contraintes de circuit de IC et VCE à différents courants de base.
Si le transistor pouvait faire passer tout le courant disponible, sans aucune chute de tension à travers lui, le courant du collecteur serait la tension d'alimentation VCC sur R L. C'est le point où la ligne de charge croise l'axe vertical. Même à saturation, cependant, il y aura toujours une certaine tension entre le collecteur et l'émetteur.
Lorsque la ligne de charge croise l'axe horizontal, le courant du transistor est minimum (approximativement zéro). On dit que le transistor est coupé, ne laissant passer qu'un très petit courant de fuite, et donc presque toute la tension d'alimentation apparaît comme VCE .
Le point de fonctionnement du circuit dans cette configuration (marqué Q) est généralement conçu pour être dans la région active, approximativement au milieu de la ligne de charge pour les applications d'amplification. Le réglage du courant de base de sorte que le circuit soit à ce point de fonctionnement sans aucun signal appliqué est appelé polarisation du transistor. Plusieurs techniques sont utilisées pour stabiliser le point de fonctionnement contre des changements mineurs de température ou des caractéristiques de fonctionnement du transistor. Lorsqu'un signal est appliqué, le courant de base varie et la tension collecteur-émetteur varie à son tour, en suivant la ligne de charge. Le résultat est un étage amplificateur avec gain.
Une ligne de charge est normalement dessinée sur les courbes de caractéristiques Ic-Vce pour le transistor utilisé dans un circuit amplificateur. La même technique est appliquée à d'autres types d'éléments non linéaires tels que les tubes à vide ou les transistors à effet de champ .